# 奧托·基特爾
奧托·基特爾（德語：Otto Kittel，1917年2月21日—1945年2月14日或16日）是納粹德國空軍王牌飛行員，一生共擊落267架敵機，在空戰史的擊墜王中排名第4。

## 經歷
1939年，基特爾以22歲之齡加入納粹德國空軍。1941年2月，受訓後編入第54戰鬥機聯隊。6月22日，巴巴羅薩行動當日，在首次出擊任務中擊落了2架敵機。1943年2月19日，擊落了第39架敵機，這也是第54戰鬥機聯隊的第4000次戰績。1943年3月15日，取得第47架擊落勝利後，基特爾被迫在蘇聯境內離前線60公里之處緊急著陸。他在嚴寒的天氣下，越過了結冰的伊爾門湖，斷糧3日後終於回到德國軍隊中。3月18日，獲晉升為上級上士，並獲金質德國十字勳章。
1943年10月29日，基特爾擊落第123架敵機，獲得騎士鐵十字勳章。1944年11月25日，擊落第239機架敵機後，獲得橡葉帶劍騎士鐵十字勳章，並晉升為中尉。1945年2月14日，第583次出擊時，被蘇聯Il-2攻擊機擊中戰死。